# Massacre de Rosewood
O massacre de Rosewood foi um violento conflito motivado por questões raciais que ocorreu durante a primeira semana de janeiro de 1923 no Condado de Levy, Flórida, nos Estados Unidos. Ao menos seis negros e dois brancos foram mortos, embora sobreviventes tenham afirmado que os números foram maiores, e a cidade de Rosewood, quase totalmente destruída. Pertubações ligadas à raça eram comuns nos Estados Unidos do início do século XX, refletindo as mudanças sociais que ocorriam rapidamente no país. Flórida tinha um número especialmente grande de linchamentos desde anos antes do massacre, incluindo um conflito racial bastante divulgado no qual um homem negro foi queimado em dezembro de 1922.
Rosewood era uma cidade pacata, de maioria negra. Estimulados por acusações não comprovadas de que uma mulher branca teria sido espancada e estuprada por um negro, homens brancos de cidades próximas lincharam um negro de Rosewood. Quando os moradores negros se defenderam de ataques posteriores, centenas de homens brancos passaram a persegui-los e queimaram quase toda a cidade. Os sobreviventes se esconderam por dias em pântanos da proximidade e foram evacuados por trem e carro para outras cidades. Embora autoridades locais e estatais estivessem cientes da violência, ninguém foi preso pelas atividades em Rosewood. Os moradores negros abandonaram a cidade e jamais retornaram.
Embora o acontecimento tenha sido largamente reportado pelo país, há poucos registros documentados oficiais. Os sobreviventes, seus descendentes e os autores permaneceram silenciosos sobre o massacre por décadas. Sessenta anos depois, a história de Rosewood foi revivida na mídia quando jornalistas a cobriram no início dos anos 80. Em 1993, a Assembleia Legislativa da Flórida autorizou uma investigação sobre os eventos. Como resultado, a Flórida tornou-se o primeiro estado americano a compensar sobreviventes e seus descendentes por danos causados por violência racial. O massacre foi tema de um filme de 1997 dirigido por John Singleton. Em 2004, o estado considerou o local de Rosewood, hoje uma cidade fantasma, como Florida Heritage Landmark, uma designação dada pelo estado para eventos ou locais importantes de sua história.

## Precedentes

### Estabelecimento
Rosewood foi estabelecida em 1845, quatorze quilômetros a leste de Cedar Key, nas proximidades do Golfo do México. A indústria local era baseada na madeira; o nome Rosewood é uma referência à cor avermelhada do corte do cedro-de-lápis. Duas fábricas de lápis que ficavam por perto, em Cedar Key, além de diversas produtoras de terebentina e uma serraria a cerca de cinco quilômetros de distância em Sumner ajudavam na subsistência dos moradores locais, assim como o cultivo de cítricos e algodão. A aldeia cresceu o suficiente para permitir a construção de um correio e um depósito de trem em 1870, mas não chegou a ser incorporada como cidade.
Inicialmente, Rosewood teve tanto moradores negros quanto brancos. Quando a maioria dos cedro-de-lápis da área havia sido derrubada em torno de 1890, as fábricas de lápis fecharam, e muitos dos residentes mudaram-se para Sumner. Em meados de 1900, a população havia se tornado predominantemente negra. A vila de Sumner era habitada em sua maioria por brancos, e a relação entre as duas comunidades era relativamente amigável. Duas famílias negras de Rosewood eram as mais poderosas, os Goins e os Carrier. A família Goins havia trazido a indústria de terebentina para a região e, nos anos anteriores aos ataques, eram os segundos maiores proprietários de terras no Condado de Levy. Para evitar processos legais vindos de competidores brancos, a família mudou-se para Gainesville, fazendo com que a população de Rosewood diminuísse um pouco. Os Carrier também eram uma grande família, responsáveis pela derrubada de árvores na área. A população de Rosewood chegou ao seu pico em 1915, com 355 residentes. Na altura dos anos 20, quase todos na pequena comunidade eram relacionados de forma distante. Embora os moradores provavelmente não votassem, pois os requerimentos daquela época na Flórida tinham praticamente negado esse direito aos negros, Sumner e Rosewood eram considerados um único local de votação no Censo dos Estados Unidos. Em 1920, a população combinada das duas eram de 344 negros e 294 brancos.
Como era comum no sul norte-americano do fim do século XIX, a Flórida havia estabelecido as leis Jim Crow de segregação racial, determinando a separação de brancos e negros, em instalações e transportes públicos. Negros e brancos criaram então seus próprios centros comunitários: em 1920, os moradores de Rosewood eram praticamente autossuficientes. Eles tinham três igrejas, uma escola, um templo maçônico, uma produtora de terebentina e outra de cana-de-açúcar, um time de beisebol chamado Rosewood Stars, e duas lojas de variedades - uma delas pertencente a um branco. A vila tinha cerca de uma dúzia de casas de madeira de dois andares, outras casas menores de dois quartos, e várias outras pequenas estruturas agrícolas e de armazenamento desocupadas. Algumas famílias possuíam pianos e outros símbolos de prosperidade da classe média. Sobreviventes lembram do lugar como harmonioso. Em 1995, Robie Mortin, então com 79 anos, comentou que "Rosewood era um cidade na qual a casa de todo mundo era pintada. Havia rosas em todo lugar que você andasse. Adorável".

### Tensão racial na Flórida
A violência racial era comum nos Estados Unidos da época, manifestada como incidentes individuais ou ataques a comunidades inteiras. Os linchamentos alcançaram seu pico no início do século XX e continuaram a ser usados como punição no sul do país. Na Flórida de 1866, assim como em outros estados sulistas, foram aprovados os chamados Black Codes (Códigos Negros), que tiravam direitos civis dos negros. Embora essas leis tenham sido derrubadas rapidamente, e os cidadãos negros tenham aproveitado um breve período de elevação social, no final do século XIX sua influência política era virtualmente nula. Uma taxa de capitação foi imposta aos moradores da Flórida em 1885, tanto para brancos pobres quanto para negros, e outros direitos legais e políticos foram removidos nos anos que se seguiram. Sem o direito de votar, os negros foram impedidos de tornarem-se jurados e não podiam candidatar-se a cargos públicos, o que efetivamente os excluía do processo político. Os Estados Unidos como um todo estavam entrando em uma era de rápidas mudanças sociais: um influxo de imigrantes europeus, industrialização e crescimentos das cidades, e novas experiências políticas no norte. No sul, os negros ficavam cada vez mais insatisfeitos com a falta de oportunidades de crescimento econômico e o status de cidadãos de segunda classe.
Pessoas eleitas para cargos públicos na Flórida não melhoraram as relações raciais. O governador Napoleon Bonaparte Broward (1905–1909) sugeriu encontrar um local no estado para que os negros vivessem separadamente. Dezenas de milhares de negros mudaram-se para o norte durante e depois da Primeira Guerra Mundial, na chamada Grande Imigração, que alterou o mercado de trabalho e causou ainda maiores mudanças na cidades. Eles foram contratados por muitas indústrias em expansão no norte, como a ferrovia da Pensilvânia, a indústria do aço, e frigoríficas. Os governadores Park Trammell (1913–1917) e Sidney Catts (1917–1921), da Flórida, em geral ignoraram a emigração dos negros para o norte e suas causas. Enquanto Trammell era procurador-geral do estado, nenhum dos 29 linchamentos que ocorreram durante seu mandato foi levado à justiça, assim como os outros 21 de quando era governador. Catts governou em uma plataforma de supremacia branca e sentimento anticatólico, e criticou abertamente a Associação Nacional para o Progresso de Pessoas de Cor (NAACP, na sigla em inglês) quando se queixaram dele não ter feito nada para investigar dois linchamento no estado. Catts mudou sua mensagem quando as indústrias de terebentina e madeira serrada alegaram que a mão-de-obra estava escassa; ele então rogou que os negros permanecessem. Até os anos 40, 40 mil negros haviam deixado a Flórida, não apenas para encontrar emprego, mas também para fugir da opressão e segregação, violência e falta de direitos civis.

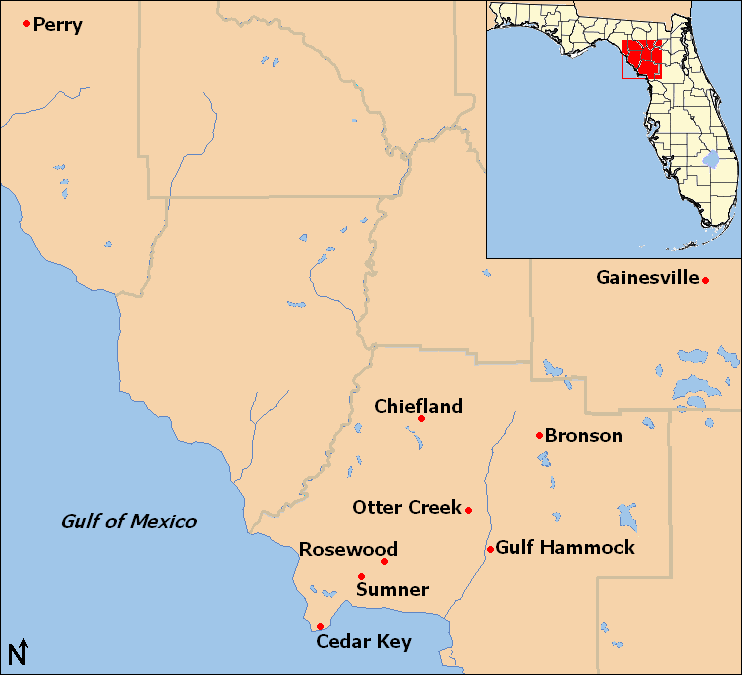
Mapa de Rosewood e das cidades próximas.

Quando o treinamento das tropas norte-americanas para a Grande Guerra começou, a ideia de soldados negros recebendo instruções de combate alarmou muitos brancos sulistas. A confrontação com relação aos direitos dos soldados negros culminou no Houston Riot de 1917, no qual 156 deles se amotinaram. Propagandas alemãs incentivavam os soldados negros a se virarem contra o "verdadeiro" inimigo: os americanos brancos. Circulavam rumores no país de que mulheres francesas seriam sexualmente ativas com os soldados afro-americanos, o que o historiador da Universidade da Flórida David Colburn argumenta que teria "atingido o coração dos medos sulistas". Colburn ligou os crescentes temores de intimidade sexual entre as raças ao que ocorreu em Rosewood: "A cultura sulista foi construída em torno de um conjunto de valores morais que colocam as mulheres brancas no centro e nos quais a pureza de sua conduta e suas maneiras representam o refinamento dessa cultura. Um ataque a uma mulher não só significa uma violação do principal tabu sulista, mas também ameaça desmantelar a própria natureza dessa sociedade". A transgressão desse tabu sexual através da miscigenação e o armamento de soldados negros aumentou o medo entre os brancos de uma guerra iminente no sul.
A chegada de negros nos centros urbanos do norte e centro-oeste aumentaram as tensões raciais. Entre 1917 e 1923, casos de violência irromperam em numerosas cidades dos Estados Unidos, motivadas pela competição por empregos industriais, especialmente entre brancos e negros sulistas, que eram vistos como fura-greves. Um dos primeiros e mais violentos casos foi um tumulto em East St. Louis, Illinois, deflagrado em 1917. No Red Summer de 1919, mobilizações violentas em massa ocorreram em 23 cidades - incluindo Chicago, Omaha e Washington, D.C. - motivadas pela disputa de trabalho e moradia entre os veteranos da Grande Guerra de ambas as raças que retornavam, e a chegada de uma nova onda de imigrantes. Novos problemas aconteceram em Tulsa em 1921. David Colburn separou a violência contra os negros naquela época em dois tipos: As nortistas eram geralmente mobilizações espontâneas contra comunidades inteiras, enquanto as sulistas ocorriam em forma de ataques individuais, como linchamentos e outras ações extrajudiciais. O massacre de Rosewood, segundo ele, se assemelhava a casos perpetuados mais comumente no norte.
Em meados dos anos 20, o Ku Klux Klan (KKK) chegou ao seu número máximo de membros no sul e centro-oeste depois do retorno por volta de 1915. Seu crescimento é devido em parte às tensões causadas pela rápida industrialização e mudanças sociais nas cidades, assim como novas ondas de imigrantes vindas da Europa. O KKK tinha forte presença nas cidades de Jacksonville e Tampa, na Flórida. O grupo de Miami tinha influência suficiente para realizar iniciações no Miami Country Club. O Klan também floresceu em cidades menores do sul, onde as violências raciais tinham uma longa tradição que datava da era da reconstrução. Um editor do The Gainesville Daily Sun admitiu ser membro do Klan em 1922, e elogiou a organização no jornal.
Apesar da mudança de atitude do governador Catts, ações em grupo ocorriam frequentemente em cidades no norte e centro da Flórida sem serem reprimidas pelas autoridades locais. A violência extrajudicial era tão comum que muitas vezes não era mostrada nas primeiras páginas dos jornais. Em 1920, brancos retiraram quatro homens negros de uma cadeia local e os lincharam, depois de serem acusados de estuprar uma mulher branca em Macclenny. Em Ocoee, no mesmo ano, dois cidadãos negros se armaram para comparecer às urnas durante uma eleição. Um confronto foi iniciado e duas autoridades eleitorais fora baleadas; depois disso, uma mobilização de brancos destruiu a comunidade negra de Ocoee, causando 30 mortes e destruindo 25 casas, duas igrejas e um templo maçom. Apenas semanas antes do massacre de Rosewood, em dezembro de 1922, ocorreu o Perry Race Riot, no qual cidadãos brancos queimaram Charles Wright numa estaca e atacaram a comunidade de Perry, depois do assassinato de uma professora branca. No dia seguinte, mais dois homens negros foram baleados e enforcados; os brancos então queimaram a escola para negros da cidade, um templo maçom, uma igreja, um salão e várias casas familiares.

## Eventos em Rosewood

### A história de Fannie Taylor
O massacre de Rosewood foi incitado quando uma mulher branca de Sumner alegou ter sido atacada por um homem negro. Frances "Fannie" Taylor tinha 22 anos de idade em 1923 e era casada com James, um reparador de moinhos de 30 anos que trabalhava na Cummer & Sons. Eles viviam em Sumner, onde localizava-se o moinho, com seus dois filhos. O trabalho de James exigia que ele estivesse fora de casa todos os dias à madrugada. Os vizinhos lembravam-se de Fannie Taylor como "bastante peculiar". Ela era meticulosamente limpa, e esfregava o chão de cedro de sua casa com alvejante até que brilhassm. Um mulher comentou que Taylor era reservada; ninguém a conhecia muito bem.
No primeiro dia de janeiro de 1923, uma vizinha dos Taylor reportou ter ouvido um grito quando ainda estava escuro, o que fez com que pegasse seu revólver e corresse para a casa ao lado, onde encontrara Fannie ferida e marcas de sapato no chão branco. Taylor gritava que alguém deveria pegar seu bebê. Ela afirmou que um homem negro estava na casa; ele teria entrado pela porta dos fundos e a atacado. A vizinha encontrou a criança, mas ninguém mais. No primeiro depoimento de Fannie consta que o homem a teria socado no rosto, mas não estuprado. Começaram a circular rumores - considerados verídicos por muitos brancos de Sumner - de que ela teria sido estuprada e roubada. O caso causou comoção no sul: no dia anterior, o Klan tinha organizado um desfile e reunião com mais de cem membros encapuzados a cerca de oitenta km dali, em Gainesville, perto de uma cruz queimando e com um estandarte que dizia "First and Always Protect Womanhood" (Primeiramente e Sempre Proteger as Mulheres).
A vizinha também notou naquele dia a falta da lavadeira de Fannie, Sarah Carrier, a quem as mulheres chamavam "Tia Sarah". Philomena Goins, neta de Sarah, contou uma história diferente sobre Fannie Taylor, muito anos depois. Philomena teria se juntado a Carrier na casa dos Taylor de manhã, como de costume, e elas teriam visto um homem branco sair pela porta dos fundos antes do meio-dia. Ela afirmou que Taylor saiu da casa machucada, mas muito depois da manhã. O neto de Carrier e irmão de Philomena, Arnett Goins, às vezes as acompanhava e disse ter visto o homem antes. Seu nome era John Bradley e ele trabalhava na Seaboard Air Line Railway. Sarah contou para a comunidade negra de Rosewood o que teria visto naquele dia; eles especularam que Fannie Taylor tinha um amante branco. Os dois brigaram e ele a bateu. Então Bradley fora para Rosewood.
Rapidamente, o xerife do Condado de Levy, Robert Elias Walker, separou um destacamento e começou uma investigação. Ao descobrirem que Jesse Hunter, um prisioneiro negro, havia escapado, passaram a procurá-lo para questionamento sobre o ataque a Taylor. Logo, homens de Cedar Key, Otter Creek, Chiefland e Bronson vieram ajudar nas buscas. Cerca de 400 homens foram reunidos. O xerife Walker deu poderes a alguns deles, mas foi incapaz de iniciar todos. Ele solicitou cachorros de uma cadeia próxima, mas um deles pode ter sido usado por outros sem sua autorização. Os cachorros levaram um grupo de 100 a 150 homens até a casa de Aaron Carrier, sobrinho de Sarah. Aaron foi arrastado para fora, enquanto sua mãe implorava que não o matassem. Foi então amarrado a um carro e levado para Sumner. O xerife o colocou em custódia protetiva na sede do condado em Bronson, para tirá-lo das mãos dos homens que o capturaram, muitos dos quais bebiam e agiam de acordo com suas vontades. Preocupado que aquilo fugiria de seu controle, Walker solicitou aos trabalhadores negros dos moinhos de terebentina que ficassem onde estavam, para sua própria segurança.
Alguns justiceiros, que já haviam virado uma multidão, apreenderam Sam Carter, um ferreiro e carroceiro local. Eles o torturaram até que admitisse ter escondido o fugitivo. Carter levou o grupo até um lugar na floresta onde disse ter encontrado Hunter, mas os cachorros não farejaram nada. Para a surpresa de muitos presentes, alguém o matou com um tiro na cabeça. O corpo mutilado de Sam foi pendurado em uma árvore como aviso para os outros homens negros da região. Algumas pessoas pegaram souvenirs de suas roupas. Sobreviventes sugeriram que John Bradley teria fugido para Rosewood porque sabia que estava com problemas, e ido para a casa de Aaron Carrier, um companheiro veterano. Aaron e Sam teriam escondido Bradley em uma carroça, e Sam, o levado para um rio próximo, e então retornado para encontrar a multidão atraída pelo cheiro de Bradley.
Depois do linchamento de Sam Carter, o grupo encontrou Sylvester Carrier - primo de Aaron e filho de Sarah - na estrada e disse para ele sair da cidade. Sylvester recusou e, quando eles partiram, sugeriu que os negros juntassem tantas pessoas quanto possível, para proteção.